# Владимир Кабаиванов
Владимир Стефанов Кабаиванов е български химик-органик, член-кореспондент на Българската академия на науките от 1974 г.

## Биография
Роден е на 27 май 1917 г. в Самоводене. Между 1937 и 1939 г. следва индустриална химия в Бърно, Чехия, а 2 години по-късно завършва химия в Софийския университет. В периода 1945 – 1953 г. е асистент по индустриална химия в Държавната политехника, София. Научните му интереси са в областта на химия на полимерите и технология на пластмасите. През 1953 г. и 1960 г. става съответно доцент и професор.
През 1974 г. е избран за член-кореспондент на БАН.
Кабаиванов има принос за организирането на химикотехнологичното образование в България и създаването на Химикотехнологичния и металургичен университет, София.
Заедно с проф. Петър Новаков и доц. Христо Константинов е откривател на секундното лепило „Каноконлит“, за което през 1982 г. му е присъдена държавна награда.
Умира на 27 май 2008 г.

## Отличия
- 1978 г. – награден е с орден „Народна република България“ I степен „по случай 60-годишнината от рождението му и за активно участие в борбата против фашизма и капитализма и за неговата научна дейност“.[3]
- Заслужил деятел на науката – май 1979
- Лауреат на Димитровска награда – 1982
- Носител на орден „Георги Димитров“ – май 1987[4]